# Blagoje Istatov
Blagoje Istatov (macedoni: Благоје Истатов; 5 d'abril de 1947 - 27 de setembre de 2018) fou un futbolista macedoni de la dècada de 1970.
Pel que fa a clubs, defensà els colors de FK Belasica, FK Pobeda, FK Partizan i FC Utrecht.